# Rakel (Schiff)
Die Rakel war eine Gaffelketsch, welche 1896 von dem norwegischen Bootsbauer Colin Archer gebaut wurde. Sie war eines von knapp 100 verbliebenen Traditionsschiffen in Deutschland und oblag als solches der Recommendation 1486/2000 des Europarates.

## Historie
Das Schiff lief für den Auftraggeber Lauritz S. Larsen aus Ålesund als Rachel vom Stapel. Der Bootsbauer Colin Archer konstruierte das Schiff auf seiner Werft in Larvik als Fischereifahrzeug „Typ III 135“. Anfang November 1896 wurde das Schiff abgeliefert und auf den Namen Rakel getauft.
Das 28 Meter lange, robuste Schiff wurde als gaffelgetakelte Ketsch mit Großtoppsegel entworfen und konnte so auch im Winter im Nordmeer zu Fischereifahrten unter extrem harten Witterungsbedingungen eingesetzt werden. In der Ausführung unterschied es sich nicht von den Rettungskuttern, die Colin Archer im Auftrag der Norwegischen Gesellschaft zur Förderung des Fischfangs seit 1893 gebaut hatte, jedoch war dieses Schiff etwas größer.
Die Rakel war an der norwegischen Küste über mehrere Jahrzehnte als Fischereifahrzeug im Einsatz. Im Zuge der Rationalisierung wurden jedoch im Laufe der Jahre immer stärkere Motoren eingebaut und die Segelfläche des Schiffes nach und nach verkleinert. Schließlich war der einstige Segler nur noch als Küstenmotorschiff in Fahrt.
Nach Ålesund war das Schiff noch in Bergen registriert und die damaligen Eigner setzten es zur Robbenjagd in arktischen Gewässern ein. Nach dem Verkauf der Rakel nach Korvik wurde sie nicht nur als Fracht- und Fischereifahrzeug eingesetzt, sondern auch als Eisbrecher im Namsos-Fjord in Nordnorwegen.
Ein Privatmann aus Deutschland kaufte das Schiff am 13. Februar 1981. Ostern 1981 wurde es aus Farsund/Norwegen über Helgoland in seinen neuen Heimathafen Bremerhaven überführt.
Am 21. Juni 2013 drohte das Schiff in der Nähe von Helgoland wegen Wassereinbruchs zu sinken, konnte aber aus eigener Kraft den Helgoländer Hafen erreichen und mit Unterstützung der Feuerwehr lenz gehalten werden. Zwei Personen wurden leicht verletzt. Der Bericht der BStU 160/13 führt in erster Linie einen mangelhaften Zustand des Schiffsrumpfs, gepaart mit einem nicht den Vorschriften entsprechenden Ausrüstungsstand, als Hauptunfallursache an.
Gemäß dem Blog Hafenmeldungen wurde das Schiff am 30. November 2013 von Falk Pfau an einen neuen Eigner verkauft. Die Rakel wurde zu umfangreichen Instandsetzungs- und Restaurationsarbeiten zu einer Werft in Egernsund verbracht. Während der Arbeiten an dem Schiff konnte der Eigner aus persönlichen Gründen das Projekt nicht fortführen. Die Werft brach daraufhin die Arbeiten ab, machte den Schiffsrumpf der Rakel behelfsmäßig schwimmfähig und legte das Schiff im Sommer 2014 an einem Werftanleger fest.
Im März 2015 wurde die Rakel an einen neuen Eigner aus Dänemark für den symbolischen Preis von einem Euro verkauft. Der Eigner versuchte, einen Käufer für das in der Instandsetzung befindliche Schiff zu finden. Ein Betreiberverein für die Instandsetzung und den Betrieb des Schiffes bemühte sich, das Schiff so lange aufgelegt instand zu halten, bis genug Gelder für eine vollständige Restauration vorhanden wären.
Im August 2018 wurde die Rakel in Egernsund endgültig abgewrackt. Die Rakel war vermutlich das letzte bekannte noch existierende Fischereifahrzeug aus der Colin-Archer-Werft.